# UB-101号潜艇
陛下之UB-101号艇是德意志帝国海军于第一次世界大战期间建造的其中一艘UB-III型近岸潜艇或称U艇。它由汉堡的伏尔铿船厂承建，于1918年8月27日新船下水，至同年10月31日交付使用。其全长55.52米，水面及水下排水量分别为510吨和640吨，艇载武器则包括五具500毫米鱼雷发射管以及一门105毫米口径甲板炮。由于临近战争结束，该艇在入役后未及参与任何实战。战后，根据对德停战协定的要求，UB-101号于1918年11月26日被引渡至英国哈维奇正式向协约国投降，至1920年在费利克斯托拆解报废。

## 设计
UB-101号是汉堡伏尔铿船厂承建的第三批次（UB-88至UB-102号）UB-III型潜艇之一，由德意志帝国海军潜艇监察局于1917年2月6日订购，至1918年8月27日下水。其全长55.52米，舷宽5.76米。艇体采用双壳体结构，水面及水下排水量分别为510吨和640吨，浮起时的吃水深度为3.73米。由于无需像UC-II型艇那样提供水雷布设装置，设计工程师对潜艇舷弧进行了优化，增大了司令塔体积，配备两具潜望镜，司令塔与控制室之间增加一道水密舱壁。这些改进显著提高了潜艇的水下机动性和生存力。为了达到更高的航速，UB-101号采用两台AEG六缸四冲程550匹公制馬力（405千瓦特）柴油机用于水面运行，以及两台394匹公制馬力（290千瓦特）的西门子-舒克特电动发电机用于水下航行；水面最高航速13節（24每小時），水下7.4節（13.7每小時）；能够在水面以6節（11每小時）航速续航7,120海里（13,190），或以4節（7.4每小時）连续在水下航行55海里（102）而无需充电。
UB-101号的主武器为五具500毫米艇艏鱼雷发射管，其中艇艏四具采用层叠式布局分居两侧、艇艉一具，并可搭载合共10枚G6型鱼雷。辅助武器则是一门105毫米45倍径速射炮。其标准船员编制为3名军官加31名水兵。

## 服役历史
1918年10月31日，UB-101号在首度担任艇长的海军中尉欧根·冯·博伊尔维茨的指挥下正式入役。因此时已临近战争结束，它未及投入海试，亦未能参与任何实战。战后，根据对德停战协定的要求，UB-101号于1918年11月26日被引渡至英国哈维奇正式向协约国投降。1919年3月，它与UB-105和UB-117号一同在哈维奇沉没，其残骸随后由英国海军部于1920年4月1日以200英镑的价格售予斯坦利拆船公司（Stanlee Shipbreaking and Salvage Co. Ltd.），至同年9月14日打捞上岸，并在费利克斯托拆解报废。

## 脚注
1. ↑  Rössler，第61頁.
2. 1 2  Helgason, Guðmundur. . German and Austrian U-boats of World War I - Kaiserliche Marine - Uboat.net.   [2022-05-30].
3. 1 2 3 4  Gröner 1991，第25-30頁.
4. 1 2  Helgason, Guðmundur. . German and Austrian U-boats of World War I - Kaiserliche Marine - Uboat.net.   [2015-03-09].
5. ↑  陈进，第239頁.
6. ↑  Dodson & Cant，第129頁.